# Моссад
«Мосса́д» (ивр. הַמּוֹסָד‎; аль-Мосад; рус. «Ведомство»; полное название «Ведомство разведки и специальных задач»; ивр. המוסד למודיעין ולתפקידים מיוחדים‎, ха-Мосад ле-модиин у-ле-тафкидим меюхадим) — национальная разведывательная служба Израиля, одна из трёх основных израильских спецслужб наряду с военной разведкой и контрразведкой. Главный офис организации находится в Тель-Авиве на бульваре Шауль Ха-Мелех. Основные оперативные подразделения с 1989 года размещаются в пригородах Тель-Авива. Эта служба находится исключительно под юрисдикцией премьер-министра Израиля. На эмблеме организации изображена менора, являющаяся гербом Государства Израиль, и девиз: «При недостатке попечения падает народ, а при многих советниках благоденствует» (Прит. 11:14).
В сферу деятельности «Моссада» входят непосредственно разведка (сбор информации), проведение различных операций под прикрытием и контртеррористических операций. «Моссад» не связан ни с каким из демократических институтов Израиля, его деятельность не регулируется официально законодательством Израиля никоим образом (даже Основными законами), поэтому нередко «Моссад» характеризуется как «государство в государстве» или глубинное государство. Также его называют «политической разведкой» Израиля, по своему назначению и функциям сравнимой с ЦРУ. Сведения о бюджете и численности сотрудников «Моссада» фактически носят характер государственной тайны. По некоторым оценкам, ежегодный бюджет составляет 10 млрд шекелей (около 2,73 млрд долларов США), а в деятельность разведслужбы вовлечены около 7 тысяч человек: по этим показателям среди стран западного мира «Моссад» уступает только ЦРУ.

## Основные цели и задачи
«Моссад» занимается сбором и анализом разведывательной информации, а также тайными специальными операциями за пределами Израиля.
Основными направлениями деятельности «Моссада» являются:
- тайный сбор информации за рубежом;
- предотвращение террористической деятельности против израильских и еврейских объектов за рубежом;
- развитие и поддержание особых секретных связей, политических и иных, за рубежом;
- предотвращение разработок и приобретения запасов неконвенционального оружия враждебными странами;
- осуществление репатриации евреев из стран, официальный выезд в Израиль из которых невозможен;
- получение стратегической, политической и оперативной разведывательной информации;
- выполнение особых операций за пределами Государства Израиль.

## Общая информация и особенности
Деятельность «Моссада» глубоко засекречена, и информация об этой спецслужбе и её работе появляется, как правило, либо много лет спустя после событий, либо в результате неудач и провалов. До конца 1990-х годов официально не разглашалось имя начальника службы, а до 1960-х запрещалось даже публичное упоминание этой организации. Законодательное регулирование деятельности «Моссада» началось только в конце 1990-х годов. До этого сотрудники действовали исключительно на основании внутренних инструкций и приказов руководства, которое подотчётно только премьер-министру.
Служба «Моссад» — гражданская структура, поэтому в ней не используются воинские звания. Вместе с тем, большинство её сотрудников прошло действительную службу в армии и имеют армейские звания. Так, Меир Даган, бывший директором «Моссада» в 2002—2011 годах, имел звание генерал-майора.
Совместные расходы службы «Моссад» и Шабак составили в 2013 году 6,63 миллиарда шекелей (ок. 1,9 млрд долларов). В 2012 году — 5,91 миллиарда шекелей, а в 2006 году на расходы спецслужб было выделено лишь 4,28 миллиарда шекелей. 871 миллион шекелей из этих средств приходится на выплату пенсий бывшим сотрудникам.

## Структура «Моссада»
Всей деятельностью «Моссада» руководит директорат в составе директора, его заместителей и административных служб. Директор «Моссада» входит в «Комитет руководителей разведывательных служб» (ивр. ועדת ראשי השירותים‎, Ваадат рашей а-Шерутим) или сокращённо «Вараш» и подчиняется напрямую премьер-министру Израиля.
Директорату подчиняются следующие управления:
- Управление оперативного планирования и координации (ивр. צומת‎, Цомэт) — крупнейшее подразделение. Руководит всеми акциями шпионажа и имеет филиалы по всему миру, отчасти секретные, отчасти являющиеся частью консульств Израиля в других государствах. Предположительно, управление подразделяется по региональной принадлежности. Основные резидентуры находятся в Риме и Лондоне.
- Управление по борьбе с арабским терроризмом (ПАХА) — сбор и анализ данных по арабским террористическим организациям.
- Информационно-аналитическое управление (НАКА) обеспечивает анализ добытой информации и выработку рекомендаций руководству и политикам.
- Управление политических акций и связи с иностранными спецслужбами (ивр. תבל‎, Тевель) координирует работу со спецслужбами дружественных Израилю государств и поддерживает контакты со странами, не имеющими официальных дипломатических отношений с Израилем. В более крупных консульских отделах есть сотрудники этого отдела. Оно же занимается продажей израильского оружия за рубежом.
- Исследовательское управление составляет регулярные отчёты о ситуации в различных регионах мира. Подразделяется на 15 региональных групп, основное внимание уделяется странам Ближнего Востока. Отдельно существует группа, занимающаяся вопросами ядерного оружия.
- Оперативно-техническое управление занимается материально-техническим обеспечением служб и операций «Моссада», развитием необходимых спецслужбе технических средств. В состав входит три отдела: оперативной техники, отдел фото- и видеосъёмки, а также отдел проникновения в помещения.
  - Подразделение электронной разведки (ивр. נביעות‎ — Невиот, в прошлом ивр. קשת‎ — Кешет) занимается сбором электронной информации, в том числе посредством подслушивающих устройств.
- Управление психологической войны и дезинформационных акций (ивр. לוחמה פסיכולוגית‎, Лохама психологит — LAP) — занимается ведением психологической войны, пропагандой и разработкой обманных манёвров;
- Управление специальных операций (ивр. מצדה‎, Мецада, в прошлом ивр. קיסריה‎, Кесария) — занимается силовыми акциями.
  - Спецподразделение «Кидон» («Копьё») — занимается физическим уничтожением террористов. Численность «Кидон» — 3 группы по 12 бойцов.
- Управление финансов и кадров выполняет функции обеспечения.
- Учебное управление занимается подготовкой сотрудников и агентов. В состав учебного управления входит Академия «Моссада», занятия в которой ведут только действующие сотрудники.

Кроме вышеперечисленных управлений, в составе «Моссада» работают подразделения внешней контрразведки (АПАМ) и небольшая группа поиска бывших нацистов.

## Кадровая политика
Ранее своей кадровой политикой «Моссад» существенно отличался от аналогичных спецслужб других стран. В 1990-е годы в рядах организации было всего около 1200 штатных сотрудников, включая технический персонал. По имеющейся информации, в «Моссаде» было всего несколько десятков оперативных офицеров, которые в любой момент готовы к проведению операции в любой стране мира. Вместе с этим, в деятельности организации использовалось огромное число завербованных агентов по всему миру, число которых оценивается в 35 тысяч человек. Для сравнения: число сотрудников КГБ в начале 1990-х годов составляло 250 тысяч, а кубинская разведка ДГИ в этот же период только в своих зарубежных представительствах содержала около 2000 сотрудников.
В XXI веке штатная численность «Моссада» выросла в несколько раз. В 2018 году на «Моссад» напрямую работало около 7000 человек.

### Сотрудники и агенты
Набор сотрудников в «Моссад» проводится как правило среди граждан Израиля, отслуживших в армии, а также среди выпускников вузов. Предварительные испытания и проверки длятся несколько месяцев. Этой работой занимается вербовочный отдел кадрового управления. Прошедших испытания зачисляют в академию «Моссада», которая называется «Мидраш».
Академия появилась в середине 1960-х годов в связи с ростом числа сотрудников. Название академии засекречено и не произносится даже в стенах академии. Курсанты с самого начала получают псевдонимы и легенду, которой они обязаны следовать в период учёбы. Программа «Мидраш» предусматривает подготовку профессиональных шпионов, способных проводить любые операции, в любой точке мира и в любых обстоятельствах. После года обучения курсанты проходят стажировку в подразделениях «Моссада». Затем курсанты возвращаются для прохождения следующего курса. Только успешно прошедшие все ступени обучения и выдержавшие контрольные экзамены становятся действующими сотрудниками.
Огромное число людей, приехавших в Израиль из самых разных регионов, позволяет разведке отбирать кадры, наиболее пригодные для работы в той или иной стране мира — по внешности, культурным особенностям, знаниям страны и языка, включая местные диалекты. Благодаря этому внедрение нелегала порой занимало у «Моссада» не годы и десятилетия, а месяцы, а иногда даже считанные дни. Использование же в оперативной работе агентуры из местных евреев всегда жёстко ограничивалось, поскольку провал такого агента был почти всегда связан с ростом антисемитизма. Такие методы считаются скорее исключением и применяются только в особых случаях, при невозможности использовать другие варианты.
Начиная с 1990-х годов «Моссад» регулярно печатает объявления в израильских газетах с приглашением на работу в организации. В 2000 году вышло объявление с текстом «Моссад открыт не для всех, но, возможно, для тебя». На него откликнулось около тысячи человек, но принят был лишь один. На сайте «Моссад» можно найти и анкету для связи, в том числе и на русском языке.
В 2001 году начальник отдела кадров «Моссада» впервые публично обнародовал требования к поступающим во внешнюю разведку. Если 30 лет назад «Моссад» набирал людей с восточной внешностью и знанием арабского языка, то с течением времени, с изменением приоритетов в работе разведывательной службы, изменились и требования к кандидатам:
Сегодня мы ищем «лису», которая знает много всяких мелочей. Такой человек должен быть хитрым, пронырливым и одновременно надёжным, честным, обладающим моральными ценностями.
Одним из принципов «Моссада» является стремление любой ценой освободить провалившихся агентов. Например, Иегуду Таггара, которого арестовали в 1951 году в Багдаде, удалось освободить в 1960 году в обмен на информацию о заговоре против премьер-министра Ирака генерала Абдель Керим Кассема. Вольфганга Лотца, в 1965 году приговорённого к пожизненному заключению в Египте, обменяли в 1968 году на большое количество пленных египтян, включая 9 генералов.

### Сайаним (добровольные помощники)
Кроме сотрудников и агентов, в своих операциях «Моссад» использует так называемых сайаним — международную сеть добровольных помощников. Сайаним могут быть только евреи, сохраняющие лояльность к своей стране, однако симпатизирующие Государству Израиль. Сайаним действуют на добровольной основе и только на территории своей страны. Однако не следует путать сеть сайаним с агентурной сетью. Добровольный помощник скорее выполняет функции внештатного сотрудника, а также оказывает содействие агентам Моссада своим имуществом и общественными связями. Формально существует правило, по которому сайан должен быть уверен, что акция не проводится в отношении того государства, гражданином которого он является.
Пример: «Моссад» проводит нелегальную операцию на территории Германии по ликвидации опасного террориста. Агентам для операции необходим легальный автомобиль. С этой целью одного из сайаним просят оставить свой автомобиль в условленном месте. По окончании акции автомобиль возвращают владельцу, который никогда не узнает, кем и с какой целью его автомобиль использовался. В случае провала операции у владельца уже готово заявление о том, что его автомобиль был угнан.

### Женщины в «Моссаде»
В связи с особенностями ближневосточного менталитета использование женщин-нелегалов в израильской разведке ограничено. В первые годы женщины работали только на вспомогательных административных должностях. На оперативную работу и тем более за границу женщин посылают крайне редко. Тем не менее, как пишет историк Иосиф Тельман со ссылкой на израильские СМИ, в «Моссаде» среди личного состава оперативных работников не менее 20 % женщин. Самой высокопоставленной женщиной в «Моссаде» стала Ализа Маген, достигшая должности заместителя директора. Известными агентами-нелегалами являются Лили Кастель, Иоланда Хармер, Сильвия Рафаэль и ряд других. Ряд историй работы женщин в «Моссаде» описал историк Михаэль Бар-Зохар в книге «Амазонки Израиля». По его утверждению, вопреки бытующему мнению об использовании женщин в целях соблазнения объектов, в «Моссаде» существует запрет на такое использование сотрудников. При необходимости для этого нанимают агентов-проституток.
3 июня 2015 года начальником управления кадров организации впервые назначена женщина. Ей присвоено звание, эквивалентное армейскому званию генерал-майора. До назначения на должность она служила в отделе личного состава «Моссада». В августе 2022 года сразу две женщины получили ключевые назначения: начальником «иранского» отдела и директором управления разведки. На этот момент на высоких руководящих постах в Моссаде стало уже 4 женщины.

## История
Официальная история «Моссада» была написана в конце 1990-х годов специальной группой сотрудников организации. Эта работа засекречена. Однако существует некоторое количество неофициальных публикаций по этой теме.

### Создание
До официального провозглашения государства Израиль 14 мая 1948 года в рамках организации еврейской самообороны «Хагана» с 1942 года существовала единая служба «Шерут едиот» или сокращённо «Шай», которая выполняла разведывательные и контрразведывательные функции. «Шай» вербовала агентов в органах власти Британского мандата и информаторов в арабской среде, противодействовала проникновению вражеских агентов в ряды «Хаганы» и «Еврейского агентства», боролась с радикальными еврейскими организациями типа «Лехи».
30 июня 1948 года руководитель «Шай» Иссер Беери по инициативе премьер-министра Давида Бен-Гуриона собрал совещание руководителей отделов, на котором объявил о реорганизации этой службы по британскому образцу. Внешнюю разведку поручили Военной разведке и подразделению «Махлекет а-Мехкар» политического управления Министерства иностранных дел. Контрразведкой и внутренней безопасностью занялась «Общая служба безопасности».
13 декабря 1949 года премьер-министр Израиля Давид Бен-Гурион подписал секретное письмо в министерство иностранных дел, в котором сообщал об организационном объединении всех разведывательных служб под началом Реувена Шилоаха с личным подчинением премьер-министру. Шилоах в результате стал советником премьер-министра по внешней политике и стратегическим вопросам.
Дублирование в работе военной разведки и «Махлекет а-Мехкар» привели к конфликтам и проблемам в работе. 2 марта 1951 года по приказу Бен-Гуриона был создан независимый центральный орган для ведения разведывательной деятельности за рубежом. Этот орган получил название «Ха-Рашут» («Управление»). Его главой был назначен Хаим Яаари. «Ха-Рашут» со дня своего основания являлся основным подразделением «Моссада» и включал также представителей двух других спецслужб, как на штабном, так и на оперативном уровне. Оперативники «Махлекет а-Мехкар» были переданы в подчинение военной разведки. Таким образом, внешняя разведка вышла из подчинения Министерству иностранных дел, перейдя под руководство премьер-министра. Эта схема работы спецслужб, созданная уже по американскому образцу, в целом сохраняется и сегодня.
Официально «Моссад» под его нынешним названием «Мосад ле-модиин вэ ле-тафкидим меюхадим» («Учреждение по сбору разведывательной информации и специальным поручениям» или «Институт разведки и специальных задач» был создан 1 апреля 1951 года. Его директором был назначен Реувен Шилоах с прямым подчинением премьер-министру.
До 1957 года в составе «Моссада» не было оперативных подразделений, поэтому операции проводились с привлечением оперативников из других спецслужб. Центральный аппарат в первые два года насчитывал всего 11 человек.
Шилоах разработал теоретическую базу и основные принципы работы израильской разведки, которые сохраняются до сегодняшнего дня. Принципы работы «Моссада» он сформулировал так:

Израильская разведка должна выполнять роль гаранта безопасности евреев по всему миру. Тайная деятельность должна основываться на современной технологии, использовать новейшие достижения в области шпионажа, поддерживая связи с дружественными службами.
Шилоах сформулировал так называемую «периферийную концепцию», отдавая приоритет установлению и развитию связей со странами Африки и Азии, не являющимися ближайшими соседями Израиля. Периферийная концепция стала одним из базовых принципов израильской разведки. Также он сделал ставку на использование в целях разведки еврейской диаспоры, что позволило «Моссаду» сохранять небольшую численность штатного состава в сочетании с высокой эффективностью.
За год работы Шилоах наладил сотрудничество с дружественными иностранными спецслужбами и в первую очередь с ЦРУ, создал специальное подразделение экономической разведки для преодоления арабского эмбарго и выявил первого предателя в своей организации. Многолетнее сотрудничество с ЦРУ, где рьяным сторонником Израиля был начальник контрразведывательного отдела этой службы Джеймс Энглтон, принесло большую пользу как «Моссаду», так и ЦРУ.

### «Эпоха мемунэ»
Реувен Шилоах был хорошим теоретиком, разведчиком и дипломатом, но не был способен к ежедневной кропотливой организационной работе. Кроме прочего, у него обострились проблемы со здоровьем из-за травм, полученных в автоаварии. Шилоах и сам понимал, что находится не на своём месте, и подал в отставку 12 сентября 1952 года.
После отставки Шилоаха должность директора «Моссада» и одновременно куратора всех разведслужб занял Иссер Харель, остававшийся на этом посту до 26 марта 1963 года. Давид Бен-Гурион называл Хареля «Мемунэ» (ивр. ממונה‎ — букв. ответственный). Он одновременно возглавлял объединённый комитет руководителей спецслужб и был советником премьер-министра по вопросам обороны и безопасности. В течение 11 лет Харель был фактически человеком номер два в государстве, единолично руководя всеми спецслужбами и отчитываясь лишь перед премьер-министром.
Почти сразу же после вступления в должность Харель добился от Бен-Гуриона десятикратного увеличения бюджета «Моссада» и реорганизовал работу организации. При нём была создана спецшкола для подготовки агентов и установлены жёсткие стандарты для отбора кандидатов. Он говорил:

Мне нужны люди, испытывающие отвращение к убийству, но которых, тем не менее, можно научить убивать…

Харель считал, что Моссад должен помочь стране компенсировать разницу в ресурсах между Израилем и его противниками:

Мы окружены врагами, которые намного превосходят нас в численном отношении. Поэтому мы вынуждены выдвигать нашу разведку как можно дальше. Она служит нам подобно длинной руке, помогая скомпенсировать недостаток времени и пространства.

Харель был авторитарным руководителем, требовавшим, чтобы все сотрудники «Моссада» подчинялись и были преданы ему лично. Вместе с тем жёсткий стиль руководства Харель сочетал с заботой о хороших сотрудниках и создании у них чувства престижности и элитарности их службы. Он прилагал все усилия, чтобы вернуть на родину провалившегося агента. Агентов, которые были схвачены на вражеской территории не по своей вине, Харель оставлял на работе, и многие из них впоследствии успешно работали под новой легендой, с новыми документами и в другой стране. Один из его сотрудников однажды заметил, что если бы Харель не уехал из России, то точно стал бы начальником КГБ, а «этого монстра Берию проглотил бы на завтрак и не поперхнулся».
В 1955 году Харель принял решение о расширении кадров за счёт привлечения в Моссад бывших подпольщиков периода Британского мандата из террористической группы «Лехи», прекратившей своё существование после создания Израиля. Ему удалось убедить в правильности этого шага Давида Бен-Гуриона, который относился к правым крайне подозрительно. На работу в «Моссад» и другие спецслужбы было принято около десятка ветеранов «Лехи», самым известным из которых был один из бывших руководителей этой организации Ицхак Шамир, занимавший впоследствии должность начальника европейского отдела «Моссада», а после отставки был дважды избран премьер-министром Израиля.
Первое оперативное подразделение появилось в «Моссаде» в середине 1955 года после скандала с провалом операции «Сусанна», проводимой в Египте военной разведкой и увольнения её руководителя Биньямина Гибли. Оперативный отдел «Моссада» возглавили Авраам Шалом и Рафи Эйтан, пришедшие вместе с Харелем из Службы безопасности. После разоблачения в 1958 году сотрудника военной разведки Аври Эльада, работавшего на Египет, Харель добился для «Моссада» права проведения не только разведывательных, но и диверсионных мероприятий. По мере роста числа сотрудников в «Моссаде» было создано 8 функциональных управлений.
В рамках внешнеполитической «периферийной стратегии» Израиля с 1958 года «Моссад» активно сотрудничал с турецкой Службой национальной безопасности МИТ и иранской разведкой САВАК. Сотрудничество работало против Сирии, Ирака и проникновения СССР на Ближний Восток.

### Реформы Амита
26 марта 1963 года из-за конфликта с премьер-министром Бен-Гурионом по вопросу проведения диверсионных операций против немецких учёных, работавших над ракетной программой в Египте, ушёл в отставку Иссер Харель. Новым директором «Моссада» был назначен начальник военной разведки генерал-майор Меир Амит, стиль руководства которого принципиально отличался от его предшественника. Часть сотрудников, лично преданных Харелю, подала в отставку, однако Амит быстро наладил работу службы и привлёк в неё новых работников. Для примирения с недовольными он назначил одного из ставленников Хареля Якова Кароза своим заместителем.
Амит более чётко распределил задачи между спецслужбами, ввёл компьютеризацию, организовал стратегическое планирование и делегирование полномочий. Реформы Амита принесли результаты во время Шестидневной войны, когда израильская разведка знала о противнике практически всё, что было необходимо для победы. Особый вклад в это внесли агенты «Моссада» Вольфганг Лотц в Египте и Эли Коэн в Сирии. Меир Амит говорил, что при небольшой площади самого Израиля хорошая и сильная разведка, каковой были Моссад и другие разведслужбы, компенсировала нехватку пространства.
В этот же период «Моссад» провёл ряд успешных операций по вербовке арабских военных лётчиков, которые затем прилетели в Израиль, предоставив израильтянам возможность изучить новейшие советские военные самолёты, бывшие на вооружении арабских стран.
Амит являлся активным сторонником «периферийной концепции» Шилоаха и использовал для работы разведки более 30 посольств, открытых в странах Азии и Африки. Кроме того, разведчики работали и в странах, с которыми не было дипломатических отношений. С помощью американцев, с которыми «Моссад» делился разведданными, была развернута широкая деятельность на африканском континенте. В Азии «Моссад» открыл свою резидентуру в Сингапуре, а также установил тайные связи со спецслужбами Индии и Индонезии.
Причастность «Моссада» к похищению в Париже в октябре 1965 года марокканского оппозиционера Махди Бан-Барки вызвала гнев президента Франции Шарля де Голля, что ощутимо сказалось на израильско-французских отношениях. В частности, в Париже была закрыта резидентура «Моссада», что стало тяжёлым ударом для организации. В самом Израиле публичного скандала удалось избежать, однако Иссер Харель, который был советником по вопросам разведки и борьбы с террором премьер-министра Леви Эшколя, требовал отставки Меира Амита, отношения с которым у Хареля были натянутыми ещё с 1963 года. В итоге в отставку ушёл сам Харель, на этот раз окончательно завершив свою работу в органах безопасности.
В 1968 году Леви Эшколь отказался продлить пребывание Меира Амита в должности, мотивируя это скандалом вокруг дела Бен-Барки и некоторыми другими ошибками и провалами. По мнению ряда экспертов, после двух десятилетий авторитетных и самостоятельных руководителей «Моссада» премьер-министр хотел видеть на этом посту более управляемого человека.

### 1970-е годы
Со дня основания службы основные усилия «Моссада» были направлены против арабских стран, угрожающих Израилю войной. После же окончания Шестидневной войны у «Моссада» появилась новая приоритетная задача — борьба с международным терроризмом, направленным против граждан Израиля. Основной движущей силой международного терроризма являлись радикальные палестинские террористические организации, в первую очередь Организация освобождения Палестины. Занялся этим новый глава «Моссада» Цви Замир, под руководством которого после теракта на мюнхенской Олимпиаде по всему миру начались операции по уничтожению палестинских террористов.
По мнению исследователей, чрезмерная сосредоточенность «Моссада» на борьбе с палестинским терроризмом, в то время как Египтом и Сирией занималась, в основном, военная разведка, стала одной из причин серьёзного провала разведки накануне Войны Судного дня. Вместе с тем «Моссад» предупреждал о приготовлениях арабских стран к войне, однако в самый критический момент — накануне нападения 6 октября 1973 года — внимание Замира усыпило чрезмерное доверие к оптимистическим докладам главы военной разведки Эли Зейра.
В 1974 году директором «Моссада» стал бывший командующий Северным военным округом генерал Ицхак Хофи. Тогда же продолжилась охота за террористами, интенсивно внедрялись электронные средства, налаживались связи с ливанскими христианами.
Хофи отличался довольно тяжёлым нравом, и это привело к тому, что в 1976 году ушёл в отставку многолетний начальник оперативного отдела «Моссада» Питер Малкин, не знавший ни одного провала за 27 лет работы в разведке. В 1980 году по той же причине уволился заместитель директора «Моссада» Давид Кимхи, который специализировался по работе в Африке и с неарабскими меньшинствами Ближнего Востока.
В этот период «Моссад» стал уделять значительное внимание Ираку, чья ядерная программа тревожила руководство Израиля. Усилиями «Моссада» удалось задержать создание иракского реактора, однако полностью сорвать ядерную программу Ирака не получилось. Тем не менее, когда в 1981 году глава правительства Менахем Бегин принял решение бомбить иракский ядерный реактор, Хофи был категорически против.

### 1980-е годы
В 1982 году Ицхак Хофи ушёл в отставку. На его место Бегин планировал назначить заместителя начальника Генерального штаба генерал-лейтенанта Иекутиэля (Кути) Адама (ранее работавшего в «Моссаде» начальником отдела агентурной разведки), однако 10 июня генерал Адам погиб в перестрелке в пригороде Бейрута.
Таким образом, 27 июня 1982 года «Моссад» впервые возглавил кадровый разведчик Нахум Адмони, ранее занимавшийся иракским направлением. В кругах разведки его считали «бесцветным середнячком», «менеджером» и бюрократом. Самой успешной операцией того периода стало убийство лидера военного крыла ФАТХ Абу Джихада в Тунисе в 1988 году.
В 1989 году Нахума Адмони сменил также кадровый сотрудник «Моссада» Шабтай Шавит. Назначение Шавита было связано с небольшим скандалом. После ухода Адмони в отставку Шавит, будучи заместителем директора «Моссада», поставил главе правительства Ицхаку Шамиру ультиматум — или его назначают директором, или он уходит в отставку вместе с Адмони. Шамир был возмущён, однако назначил Шавита на этот пост.
Шавит уделял большое внимание координации работы с военной разведкой и был сторонником строгой конспирации.

### 1990-е годы
В целом в этот период репутация «Моссада» была существенно подорвана рядом ошибок, приведшим к громким скандалам.
В 1991 году сотрудники «Моссада» были арестованы в Никосии при установке подслушивающей аппаратуры в посольстве Ирана. В 1995 году резидент «Моссада» в Москве Реувен Динель был задержан при получении секретных документов (детальных космических фотоснимков арабских стран) от бывших сотрудников ГРУ.
24 марта 1996 года генерал-майор Дани Ятом был назначен новым директором организации. С этого дня имя главы «Моссада» впервые стало известным широкой общественности. Были также рассекречены имена семи директоров «Моссада» за предыдущие 45 лет. Ятом занялся борьбой с терроризмом на палестинских территориях, улучшением технического оснащения и развитием сотрудничества со спецслужбами африканских стран, в частности Заира и ЮАР. Тем не менее, наиболее громкие скандалы произошли именно в период его работы.
В октябре 1997 года была выявлена афера Иегуды Гиля, который долгие годы обманывал «Моссад», подсовывая ему выдуманную информацию от якобы завербованного сирийского генерала. Деньги, выделенные на выплату «генералу», Гиль присваивал.
В феврале 1998 года сотрудника «Моссада» Ицхака Бен-Таля арестовали в Швейцарии при попытке прослушивания иранского представительства в ООН.
В связи с этими скандалами и неудачным покушением на лидера Хамас Халеда Машаля в Иордании в январе 1997 года Дани Ятом ушёл в отставку 24 февраля 1998 года.
С 25 февраля 1998 по 1 октября 2002 должность директора занимал Эфраим Халеви, который до тех пор был агентом «Моссада» и представителем Израиля при Европейском союзе. Халеви планировал реформировать «Моссад» по образцу ЦРУ, разделив всю деятельность службы на три крыла: крыло сбора информации, крыло обработки информации и оперативное крыло. Все управления «Моссада» должны были быть объединены в эти три основных крыла. В соответствии с этим планом были созданы крылья сбора и обработки информации, в то время как оперативное крыло создано не было. Халеви был сторонником так называемой «прозрачности» и следил, чтобы деятельность «Моссада» должным образом освещалась в СМИ.

### XXI век
К концу срока пребывания в должности директора «Моссада» у Халеви возникли разногласия с премьер-министром Израиля Ариэлем Шароном по вопросу стратегии борьбы против палестинского террора. Со 2 октября 2002 года должность руководителя «Моссада» занял генерал-майор Меир Даган, который ранее служил в армии с Шароном. Халеви при этом получил пост руководителя Совета национальной безопасности.
Меир Даган начал перепрофилирование «Моссада» со сбора информации на прямые акции против исламских фундаменталистов и в первую очередь Ирана. Он заявил:
«Моссад» — разведка, а не министерство иностранных дел номер два.
С этого же времени «Моссад» активизировал операции по уничтожению лидеров террористических организаций.
В 2006 году в «Моссаде» открылся музей. По информации газеты «Маарив», отбор экспонатов утверждал лично директор «Моссада». Сам музей засекречен, доступ в него получают сотрудники и ветераны спецслужб, государственные деятели Израиля и некоторые иностранные делегации.
1 июля 2008 года президент Израиля Шимон Перес вручил 8 сотрудникам «Моссада» государственную премию «за успешное выполнение секретной операции исключительной сложности с применением самых передовых технологий, имевшей огромное значение для укрепления безопасности государства Израиль». Имена награждённых и их фотографии засекречены.
Вначале в «Моссаде» были не рады назначению Дагана. Он был человеком со стороны, жёстко относился к подчинённым и увлекался активными операциями, не заботясь о разведывательно-аналитической работе и других направлениях. Однако успехи проведённых при Дагане операций затмили его недостатки. 20 января 2010 года группа агентов «Моссада» убила в Дубае одного из военных лидеров «Хамаса» Махмуда аль-Макхуха. При Дагане «Моссад» сумел внедрить агентов в «Хезболлу», обнаружил секретный северокорейский ядерный реактор, строящийся в Сирии, блокировал передачу оружия и передовых технологий между Сирией, Ираном и джихадистами в регионе и даже уничтожил военного командующего «Хезболлы».
В результате ареста в августе 2010 года в Египте 37-летнего бизнесмена Тарика Абдель Разака Хусейна Хасана стало известно о существовании крупной разведывательной сети Моссада в арабских странах. В частности, благодаря показаниям Хасана был разоблачён и в ноябре 2010 года казнён сирийский учёный, причастный к разработке ядерной программы.
29 ноября 2010 года премьер-министр Израиля Биньямин Нетаньяху объявил о своём решении назначить Тамира Пардо на пост директора «Моссада» по истечении срока каденции Меира Дагана в январе 2011 года. Пардо ранее работал заместителем Дагана и был ветераном «Моссада». Решение было утверждено правительством Израиля на заседании 5 ноября 2010 года. Пардо вступил в должность 6 января 2011 года и проводил осторожную политику, стараясь не одобрять активные операции по устранению врагов. Пришедший ему на смену его заместитель и бывший руководитель ключевого управления «Цомет» Йоси Коэн добился существенного увеличения бюджета и активизировал операции за рубежом. Коэн разработал и внедрил в практику программу обучения и обмена данными с коллегами из дружественных спецслужб по использованию открытых источников (OSINT) для сбора информации и вербовки.
В 2020-е годы «Моссад» под руководством Давида Барнеа продолжил операции против Ирана. Израиль регулярно бомбит иранские объекты на территории Сирии, осуществляются успешные покушения на иранских силовиков и учёных, работающих в военной области. Во время войны на Ближнем Востоке в 2023—2024 году «Моссад» под руководством Барнеа осуществил ряд успешных операций по уничтожению лидеров арабских террористических организаций, включая убийство Исмаила Хании и взрывы коммуникационных устройств «Хезболлы».

## Наиболее известные операции
Известен ряд секретных операций, которые с той или иной степенью достоверности имеют отношение к «Моссаду». В некоторых случаях причастность «Моссада» была официально признана правительством Израиля (например, похищение Эйхмана). В других случаях об этом стало известно в результате провала операции и поимки израильских агентов (например, покушение на Халеда Машаля в Аммане). В третьих случаях о причастности израильтян сообщают компетентные источники, или же для подобных предположений существуют достаточные основания. Наконец, целый ряд предположений об участии «Моссада» в тех или иных событиях, скорее, объясняется фантазией авторов или желанием переложить на «Моссад» ответственность за те или иные скандальные события.

### Похищение Эйхмана
В 1960 году «Моссад» обнаружил в Аргентине нацистского военного преступника Адольфа Эйхмана, отвечавшего во время Второй мировой войны за «окончательное решение еврейского вопроса» и непосредственно ответственного за уничтожение миллионов евреев. Опасаясь, что открытое дипломатическое требование выдачи может привести к его очередному исчезновению, «Моссад», с ведома премьер-министра, организовал похищение Эйхмана и его вывоз в Израиль. Операцию лично возглавил директор «Моссада» Иссер Харель.
11 мая 1960 года Эйхман был схвачен группой агентов «Моссада» на улице Буэнос-Айреса, 9 дней содержался под стражей на конспиративной квартире, а 20 мая был вывезен в Израиль самолётом авиакомпании Эль Аль под чужими документами.

### Дело Йоселе
В декабре 1959 года 6-летний Йоселе Шумахер, родившийся в светской семье, был похищен с помощью своего религиозного деда из ультраортодоксальной общины «Нетурей карто», отрицающей Государство Израиль и сионизм. Деда посадили в тюрьму, однако это не помогло вернуть мальчика. Год поисков ни к чему не привёл, назревал политический скандал. И весной 1962 года дело Йоселе поручили «Моссаду». Иссер Харель поднял на ноги агентов во всём мире, разведка взяла под контроль зарубежную переписку всех членов общины «Нетурей карто». После этого в одном солдатском письме матери, проживавшей в Бельгии, нашли невинную реплику: «Как поживает малыш?». Расследование показало, что ни младших братьев, ни племянников у солдата не имеется. Мадлен Ферэ (так звали мать солдата) призналась, что это она увезла Йоселе, переодев девочкой, а также сообщила адрес в Нью-Йорке, где ребёнок с тех пор находился. В сентябре 1962 года Йоселе нашли и торжественно доставили в Тель-Авив. Это одна из немногих операций, когда «Моссад» работал на публику.

### Операция «Дамоклов меч»
22 июля 1962 года Египет провёл испытания баллистических ракет среднего радиуса действия. «Моссад» получил информацию, что над проектом работает ряд немецких учёных и инженеров. Иссер Харель был уверен, что речь идёт о смертельной угрозе Израилю. Сначала немецкие специалисты стали получать угрожающие письма. Когда эти угрозы не возымели действия — начались теракты. Несколько инженеров погибли при вскрытии полученных по почте посылок со взрывчаткой. Несколько человек просто пропали. Например, 11 сентября исчез Хейнц Крюг — менеджер мюнхенского филиала компании «Интра» из Штутгарта, которая поставляла в Египет ракетные двигатели.
«Моссад» даже сумел завербовать бывшего немецкого диверсанта, оберштурмбанфюрера СС Отто Скорцени, коллеги которого также принимали участие в египетском проекте. В марте 1963 года два израильских агента были арестованы в Швейцарии при попытке вербовки людей, связанных с этим проектом. После этого Израиль начал действовать в открытую и обвинил Египет в создании неконвенционального оружия. Мировое общественное мнение, включая руководство ФРГ, поддержало израильтян. Немецкие учёные уехали, программа была свёрнута. Однако в связи с проведением терактов, против которых возражал премьер-министр Израиля Давид Бен-Гурион, ушёл в отставку директор «Моссада» Иссер Харель. Заканчивал операцию уже новый руководитель разведки — генерал Меир Амит.

### Операция «Ноев ковчег»
В 1969 году Франция, построившая на своей верфи Амио в Шербуре ракетные катера типа Саар 3 для израильского флота, объявила эмбарго на поставку любых вооружений, не желая осложнения отношений с арабскими странами. «Моссад» организовал операцию по угону 5 готовых, но невооруженных ракетных катеров, которые уже были оплачены Израилем. Для этого была организована подставная фирма «Старбот», которая готова была купить катера якобы для обслуживания нефтяных платформ в Норвегии. Мартин Симм, известный норвежский судовладелец, согласился помочь израильтянам и в качестве представителя «Старбот» в Норвегии подписал письмо руководителю французского Комитета по вооружениям при Министерстве обороны генералу Газеллю. Израильтяне и французы подписали соглашение, аннулировавшее договор о поставке катеров в Израиль, и «Старбот» смог их приобрести. 24 декабря, накануне Рождества, в 9-балльный шторм катера вышли из порта и после недельного морского перехода 1 января 1970 года прибыли в Хайфу.

### Операция «Гнев Божий»
После теракта на мюнхенской Олимпиаде в сентябре 1972 года «Моссад» получил задание премьер-министра Голды Меир найти и уничтожить всех участников этой акции. Задание было выполнено, хотя в Ливане и Норвегии при этом погибло несколько посторонних лиц, непричастных к терроризму. Первый из организаторов теракта, Абдель Ваиль Зуайтер, был застрелен 16 октября 1972 года. К июню 1973 года 13 человек из 17, числящихся в списке «Моссада», были убиты, а в 1979 году был уничтожен и идеолог теракта Али Хасан Саламе. Последний из всех подлежавших уничтожению, лидер организации «Чёрный сентябрь» Абу Айяд, был убит своими соратниками в 1991 году через 19 лет после мюнхенской акции.

### Операции против Ирака
5 апреля 1979 года на складе во Франции взорвались два энергоблока, готовые к отправке в Ирак для строительства ядерного реактора. Впоследствии Нахум Адмони признался, что «Моссад» проводил спецоперации, которые «задержали осуществление иракской ядерной программы на годы». Однако Ираку удалось достроить реактор «Осирак» к 1981 году. «Моссад» сумел получить подробную информацию о реакторе и убедиться в его военной направленности. Это позволило Израилю впоследствии принять решение об уничтожении реактора и реализовать его с помощью авианалёта 7 июня 1981 года.
В середине 1980-х годов иракские инженеры под руководством американского физика Джеральда Булла занимались усовершенствованием ракет типа «Скад» советского производства и создания на их базе многоступенчатых систем. Буллу удалось решить задачу сборки воедино пяти «Скадов» — и таким образом создать работоспособную первую ступень будущей ракеты-носителя «Аль-Абейд» (al Abid, «правоверный»). Джеральд Булл в течение нескольких лет работал и над созданием пушки «Вавилон» калибром 1000-мм и длиной ствола 156 м. По замыслу создателя, 9-тонный заряд должен был доставлять 600 кг груза на расстояние до 1000 км, а снаряд с реактивным ускорителем ещё удвоил бы это расстояние. Однако его проекту не суждено было завершиться: в марте 1990 года Джеральд Булл был застрелен в Брюсселе. Предположительно, в этом деле был замешан «Моссад».
Некоторые арабские СМИ обвиняют «Моссад» в том, что во время американской оккупации Ирака в период с 2003 по 2006 годы его агенты убили несколько сотен иракских учёных, связанных с ядерными, химическими и биологическими разработками, которые предположительно могли представлять угрозу для Израиля, если бы начали работать во враждебных Израилю странах.

### Операция «Моисей»
В 1984 году «Моссад» осуществил беспрецедентную операцию по тайному вывозу самолётами из Африки нескольких тысяч эфиопских евреев в Израиль. За несколько месяцев было вывезено по разным данным от 14 до 18 тысяч человек. Операции осуществлялись под прикрытием созданной «Моссадом» туристической фирмы на берегу Красного моря. В январе 1985 года сведения об этой деятельности стали просачиваться в печать, и операцию пришлось свернуть. Оставшихся в Эфиопии евреев вывозили уже легально, в 1991 году в ходе операции «Соломон», когда ВВС Израиля вывезли из этой страны более 15 тысяч человек всего за 36 часов.

### Похищение Вануну
В 1986 году израильский техник Мордехай Вануну, работавший в израильском ядерном центре в Димоне, выдал всему миру секрет наличия у Израиля ядерного оружия. Вануну удалось сделать многочисленные снимки ядерного центра изнутри и вывезти их за границу. Снимками и рассказом Вануну заинтересовалась лондонская газета Санди Таймс, однако ещё до выхода первого материала Вануну был похищен израильскими спецслужбами. 24 сентября 1986 года агент «Моссада» Черил Бен Тов сумела познакомиться и войти в доверие к Вануну. 30 сентября они вылетели вместе отдохнуть в Рим. В отеле их уже ждали сотрудники «Моссада». Вануну вкололи снотворное и тайно вывезли в Израиль, где он был осуждён на 18 лет тюрьмы.

### Ликвидация Абу-Джихада
«Моссад» и другие спецслужбы Израиля регулярно проводят операции по уничтожению лидеров террористических организаций, в том числе за пределами страны. Одной из самых известных операций такого рода стала ликвидация 16 апреля 1988 года в Тунисе военного руководителя ФАТХ Абу-Джихада в совместной операции «Моссада», спецназа «Сайерет Маткаль» и «Шайетет 13»; руководство операцией осуществлял Эхуд Барак. «Моссад» заранее собрал информацию о внутренней планировке дома, где жил Абу-Джихад, о системе его охраны и графике передвижений, а также провёл тренировки на точной копии виллы. В ночь на 16 апреля коммандос высадились на берегу с резиновых лодок. Их ожидала в автомобилях прибывшая ранее под видом ливанских туристов группа агентов «Моссада», которые и доставили их к вилле. Четыре группы спецназа окружили виллу, застрелили трёх охранников Абу-Джихада из бесшумных пистолетов и проникли в дом. Абу-Джихад, услышавший шум и схватившийся за оружие, был застрелен на пороге своей спальни, после чего группа удалилась, прихватив бумаги и компьютер террориста. Его жена Умм-Джихад, 16-летняя дочь и 2-летний сын не пострадали. Все участники операции благополучно вернулись на базу.

### Покушение на Халеда Машаля
25 января 1997 года в Иордании было совершено неудачное покушение на Халеда Машаля — руководителя организации «Хамас», признанной террористической в ряде стран. Два агента «Моссада» были схвачены после того, как прямо на улице Аммана впрыснули Халеду Машалю яд в ухо. По требованию иорданских властей Израиль предоставил противоядие и освободил из заключения духовного лидера Хамас Ахмеда Ясина и 70 его сторонников. Взамен агенты были освобождены от наказания и отпущены на родину. Кроме этого, у Израиля возникли дипломатические осложнения с Канадой, поскольку агенты въехали в Иорданию по канадским паспортам. Это покушение стало одним из самых громких провалов «Моссада» за всю историю его деятельности.

### Ракетный скандал
«Моссад» настойчиво противодействует поставкам современного оружия в арабские страны. Так, в 2005 году Израилю удалось сорвать планируемую поставку в Сирию российских оперативно-стратегических ракет «Искандер-Э», организовав утечку информации об этой сделке, которая вызвала так называемый «ракетный скандал». В скандал были втянуты четыре государства: Россия, Сирия, Израиль и США. По мнению специалистов, ни одна поставка вооружений из России в арабские государства не ускользает от внимания израильских спецслужб.

### Операции против Ирана
В июле 2003 года при невыясненных обстоятельствах в результате взрыва в исследовательском центре погиб ведущий иранский конструктор баллистических ракет Али-Махмуди Миманд. Взрыв произошёл во время тестирования систем для баллистических ракет «Шихаб-3». Неофициально Иран полагает, что к взрыву мог иметь отношение «Моссад».
Есть предположение, что «Моссад» причастен к исчезновению 7 февраля 2007 года в Стамбуле бывшего заместителя министра обороны Ирана и командующего Корпусом стражей исламской революции генерала Али Реза Аскари. Через месяц генерал объявился уже в США, где попросил убежища. Кроме Аскари, через месяц пропали два старших офицера КСИР.
Хотя «Моссад» и не удалось полностью остановить ядерную программу Ирана, однако её реализация была существенно задержана. Как признался Дани Ятом, он встречался по этому поводу с Ельциным, Черномырдиным и Путиным (на тот момент директором ФСБ), но ему не удалось переубедить Россию прекратить ядерное сотрудничество с Ираном. По его мнению, требуя у «Моссада» информацию о якобы несанкционированных поставках ядерных технологий в Иран, российские чиновники скорее пытались выявить источники утечки информации, чем перекрыть каналы поставки.
О саботаже иранской ядерной программы со стороны «Моссада» писал также Ричард Сэйл в Middle East Times. Он сослался на мнение ряда экспертов, которые утверждают, что «теперь цель состоит в том, чтобы на максимально долгий срок оттянуть время, когда Иран окажется на грани обладания ядерным оружием», и для этого «Моссад» убивает иранских учёных-ядерщиков, а также создаёт препятствия к получению Ираном ядерных технологий.
В то же время, обсуждая обвинения Израиля со стороны Ирана в убийстве погибшего 12 января 2010 года в Тегеране в результате теракта физика-ядерщика Масуда Али Мохаммеди, Ю. Б. Шегловин из Института Ближнего Востока делает вывод, что Израилю эта операция была невыгодна, и вероятнее, что Мохаммеди был убит сотрудниками иранского КСИР в целях предотвратить потенциальную утечку информации о ядерной программе.
Акции против ядерной программы Ирана велись долгие годы и включали в себя в том числе кибератаки, диверсии и убийства ключевых учёных. Наиболее известной акцией 2010-х годов стало похищение и доставка в Израиль в 2018 году так называемого «ядерного архива» Ирана — 100 тысяч документов проекта «Амад» общим весом около 500 кг.
В июне 2023 года стало известно о предотвращении «Моссадом» теракта на Кипре против израильтян, который планировался агентами КСИР.

### Новозеландские паспорта
Один из известных провалов «Моссада» в 2000-е связан с попыткой получения новозеландских паспортов, что привело к ухудшению отношений между двумя странами. Агенты разведки нуждаются в паспортах нейтральных стран, которые дают им возможность ездить по всему миру, не возбуждая подозрений местной контрразведки, и выполнять задания.
Помимо известных ранее случаев с канадскими паспортами, в апреле 2004 года два израильтянина Ури Зоше Кельман и Эли Кара были арестованы в Новой Зеландии при попытке незаконного получения паспортов этой страны. Всего по этому делу проходило 4 человека. Большинство обозревателей уверено, что эти люди — сотрудники «Моссада», хотя ни они сами, ни МИД Израиля этого не признавали. Израильтяне лишь признали свою вину в преступном сговоре для незаконного получения паспортов, за что получили 6 месяцев тюремного заключения.

### Убийство Махмуда аль-Мабхуха
19 января 2010 года в Дубае (ОАЭ) неустановленными лицами был убит один из основателей военного крыла ХАМАСа Махмуд аль-Мабхух, который занимался закупками оружия для этой организации.
Тело Аль-Мабхуха было обнаружено в гостинице Al Bustan Rotana со следами удара электрошокером и удушения.
Убийство, а также связанный с ним факт использования поддельных паспортов ряда государств, были официально связаны со спецслужбами Израиля полицией Дубая в феврале того же года и Великобритании в марте. Большинство комментаторов считает, что ликвидацию аль-Мабхуха осуществили агенты «Моссада». Ряд стран провели расследование в связи с данным убийством: некоторые израильтяне были объявлены персонами нон грата, два палестинских араба, подозреваемых в сотрудничестве с «ликвидаторами», выданы Иорданией полиции Дубая.

### Убийство Исмаила Хании
31 июля 2024 года глава политбюро исламистской вооружённой организации ХАМАС Исмаил Хания был убит в своей резиденции в Тегеране после участия в церемонии инаугурации президента Ирана Масуда Пезешкиана. Согласно расследованию The New York Times, Хания был убит с помощью взрывного устройства, заложенного в помещении, где он жил в Тегеране. Этот дом является частью комплекса, известного как «Нешат», в районе северного Тегерана. Комплекс управляется и охраняется Корпусом стражей исламской революции. Бомба была спрятана в доме примерно за 2 месяца до покушения. Взрыв потряс здание, разбил несколько окон и вызвал частичное обрушение внешней стены.

### Взрывы коммуникационных устройств «Хезболлы»
Массовые взрывы коммуникационных устройств исламистской вооружённой организации «Хезболла» произошли 17 и 18 сентября 2024 года в Ливане и Сирии.
Первая волна взрывов началась 17 сентября. Одновременно по всему Ливану и в Дамаске (Сирия) взорвались тысячи карманных пейджеров, использовавшихся «Хезболлой». В результате первой волны взрывов погибло не менее 16 человек: девять в Ливане и семь в Сирии. По разных данным, ранения получили от более 3000 до более 4000 человек. Взрывы затронули несколько важных объектов группировки, в том числе в пригороде Бейрута Дахия, на юге Ливана и в долине Бекаа. Вторая волна взрывов стартовала 18 сентября. В ходе взрывов раций и радиоэлектронного оборудования погибли по меньшей мере 25 человек и более 700 получили ранения. Сообщалось также о взрывах другой электроники, в том числе, солнечных батарей.
Как выяснилось, воспользовавшись информацией, что «Хезболла» переходит на использование пейджеров для защиты линий связи, «Моссад» встроил мини-заряды взрывчатки в партию пейджеров и продал их Хезболле через подставную фирму.

## Руководители и известные сотрудники Моссада
| Имя директора | Вступление в должность | Отставка         |
| ------------- | ---------------------- | ---------------- |
| Реувен Шилоах | 1 апреля 1951          | 12 сентября 1952 |
| Иссер Харель  | 13 сентября 1952       | 26 марта 1963    |
| Меир Амит     | 27 марта 1963          | 31 августа 1968  |
| Цви Замир     | 1 сентября 1968        | 1 сентября 1974  |
| Ицхак Хофи    | 2 сентября 1974        | 26 июня 1982     |
| Нахум Адмони  | 27 июня 1982           | 1989             |
| Шабтай Шавит  | 1989                   | 1996             |
| Дани Ятом     | 1996                   | 24 февраля 1998  |
| Эфраим Галеви | 25 февраля 1998        | 1 октября 2002   |
| Меир Даган    | 2 октября 2002         | 5 января 2011    |
| Тамир Пардо   | 6 января 2011          | 5 января 2016    |
| Йоси Коэн     | 6 января 2016          | 31 мая 2021      |
| Давид Барнеа  | 1 июня 2021            | -                |

Два известных сотрудника «Моссада» стали впоследствии министрами в правительстве Израиля (Рафи Эйтан — министр по делам пенсионеров, Ципи Ливни — министр иностранных дел), а Ицхак Шамир стал премьер-министром страны.

## Моссад в кино
Как минимум семь операций с участием «Моссада» стали сюжетами для съемки кинофильмов:
| Операция          | Фильмы                                                                                    |
| ----------------- | ----------------------------------------------------------------------------------------- |
| «Финал»           | Операция «Финал»                                                                          |
| «Бриллиант»       | «Краденое небо»                                                                           |
| «Гнев Божий»      | «Меч Гедеона», «Мюнхен», «Двадцать один час в Мюнхене»                                    |
| «Весна молодости» | «Мюнхен»                                                                                  |
| «Энтеббе»         | «Рейд на Энтеббе», «Победа в Энтеббе», «Операция „Йонатан“», «Операция „Шаровая молния“». |
| «Опера»           | «Патриоты»                                                                                |
| «Моисей»          | «Иди и живи», «Курорт для ныряльщиков на Красном море»                                    |

Академия «Моссада» стала основной темой для сериала «Академия шпионов» (Израиль, 2015).

### Комментарии
1. ↑  Ранее девизом «Моссада» был другой стих из той же книги: «Поэтому с обдуманностью веди войну твою» (Прит. 24:6).
2. ↑  ХАМАС признан террористической организацией Европейским союзом, Организацией американских государств и властями Аргентины, Австралии, Великобритании, Израиля, Канады, Новой Зеландии, Парагвая, США и Японии. Его деятельность также запрещена в Иордании и Египте.
3. ↑  «Хезболла» признана террористической организацией в Австралии, Австрии, Аргентине, Великобритании, Гватемале, Германии, Гондурасе, Израиле, Канаде, Колумбии, Литве, Нидерландах, Парагвае, Сербии, Словении, США, Чехии, Швейцарии, Эстонии. Военное крыло «Хезболлы» также признано террористической организацией в Европейском союзе, Новой Зеландии, Республике Косово и Франции.